# Gotthard Nickisch von Rosenegk
Ernst Gotthard Nickisch von Rosenegk (* 21. Januar 1853 in Petersdorf; † 11. September 1931 in Schwerin) war ein preußischer Generalleutnant und Mitglied des Preußischen Abgeordnetenhauses.

## Leben

### Herkunft
Gotthard entstammte dem 1. Ast, der I. Linie des am 18. Juli 1623 mit dem Prädikat „von Rosenegk“ in den erblichen Reichsadelsstand erhobenen Familie Nickisch von Rosenegk. Er war das fünfte von neun Kindern des Gutsbesitzers Karl Nickisch von Rosenegk (1819–1900) und dessen Ehefrau Anna, geborene Tschirschky und Bögendorf (1822–1896).

### Militärkarriere
Nach dem Besuch der Ritterakademie in Liegnitz trat Nickisch während des Krieges gegen Frankreich am 5. Februar 1871 in das Ersatz-Bataillon des Garde-Füsilier-Regiments der Preußischen Armee ein. Mitte Dezember 1872 avancierte er zum Sekondeleutnant und diente ab Mitte Februar 1876 als Adjutant des III. Bataillons. Anschließend war Nickisch auf ein Jahr zur Dienstleistung bei Erbprinz Bernhard von Sachsen-Meiningen kommandiert. Ende September 1881 rückte er zum Premierleutnant auf und wurde am 14. Februar 1885 unter Stellung à la suite seines Regiments als Adjutant zur 2. Garde-Infanterie-Brigade kommandiert. Unter Beförderung zum Hauptmann und der Ernennung zum Chef der 12. Kompanie trat Nickisch am 26. Mai 1887 zu seinem Stammregiment in den Truppendienst zurück. Am 20. November 1888 folgte seine Versetzung in das 1. Garde-Regiment zu Fuß, wo er zunächst die 7. und ab Oktober 1893 die 14. Kompanie führte. Mit der Beförderung zum überzähligen Major wurde mit einem Patent vom 30. Mai 1895 dem Regiment aggregiert. Vom 18. April 1896 bis zum 21. Juli 1900 war Nickisch Kommandeur des I. Bataillons. Anschließend unter Stellung à la suite zum Kommandeur des Lehr-Infanterie-Bataillons ernannt, rückte er in dieser Stellung Anfang Juli 1901 zum Oberstleutnant auf. Daran schloss sich ab dem 9. Februar 1903 eine Verwendung als Kommandeur der Hauptkadettenanstalt in Groß-Lichterfelde. Er avanciert Ende Mai 1904 zum Oberst und wurde am 5. März 1908 mit der Führung der 5. Garde-Infanterie-Brigade beauftragt. Unter Ernennung zum Kommandeur dieser Brigade erfolgte am 18. August 1908 seine Beförderung zum Generalmajor.
Am 10. September 1908 wurde Nickisch mit Wirkung zum 25. September des Jahres zum Kommandeur des Kadettenkorps ernannt. Von Berlin kam er am 9. Februar 1911 nach Schwerin, wo er zunächst mit der Führung der 17. Division beauftragt war. Unter Ernennung zum Kommandeur dieses Großverbandes folgte am 21. April 1911 seine Beförderung zum Generalleutnant. In Genehmigung seines Abschiedsgesuches wurde Nickisch am 4. Februar 1913 mit der gesetzlichen Pension zur Disposition gestellt. Anlässlich seiner Verabschiedung verlieh ihm Wilhelm II. den Stern zum Roten Adlerorden II. Klasse mit Eichenlaub und der Königlichen Krone. Außerdem erhielt er die Erlaubnis zur Annahme des Großkreuzes des Verdienstordens Philipps des Großmütigen und des Greifenordens.
Nickisch lebte auf seinem Gut Bielitz (200 ha) im Kreis Freystadt und betätigte sich als Mitglied des Preußischen Abgeordnetenhauses.
Im Berliner Ortsteil Schlachtensee ist die „Nickisch-Rosenegk-Straße“ nach ihm benannt.

### Familie
Nickisch hatte sich am 16. April 1885 in Deutsch Karstnitz mit Eva von Puttkamer (* 1865) verheiratet. Aus der Ehe gingen die fünf Kinder Anna (* 1886), Siegfried (* 1887), Hans (* 1888), Eva (* 1890) und Ruth (* 1892) hervor.